# کاژیمیش کاراباش
کاژیمیش کاراباش (لهستانی: Kazimierz Karabasz؛ ‏ تلفظ لهستانی: [kaˈʑimjɛʂ]؛ ‏ ۶ مهٔ ۱۹۳۰ – ۱۱ اوت ۲۰۱۸) یک کارگردان فیلم و مستندساز اهل جمهوری دوم لهستان بود.
وی دانش‌آموختهٔ مدرسه فیلم لودز بود و مدتها نیز در همانجا به تدریس مستندسازی مشغول بود.
با آنکه آثار او به‌ندرت دیده شده‌است، اما مشهورترین فیلمش یک مستند ده دقیقه‌ای به نام «موسیقی‌دانان» (لهستانی: Muzykanci) است که در نسخهٔ کرایتریون از فیلم زندگی دوگانه ورونیکا اثر کریشتوف کیشلوفسکی گنجانده شده‌است. کریشتوف کیشلوفسکی که از شاگردان او بود، این فیلم را به عنوان یکی از ده فیلم برتر تمام اعصار در نظرسنجیِ مجلهٔ سایت اند ساوند در سال ۱۹۹۲ میلادی برگزید.